# 964
Năm 964 là một năm trong lịch Julius.